# Ašská vrchovina
Ašská vrchovina je podcelek Smrčin, který se rozkládá v Aši a jejím okolí. Nejvyšším vrchem je Háj – 757 m n. m.

## Geomorfologické členění
- systém: Hercynský
- subsystém: Hercynská pohoří
- provincie: Česká vysočina
- soustava: Krušnohorská soustava
- podsoustava: Krušnohorská hornatina
- celek: Smrčiny (IIIA-1)
- podcelek: Ašská vrchovina
- okrsky: Hájská vrchovina, Lubská vrchovina, Studánecká vrchovina a Hranická pahorkatina